# Centaurea aggregata
Centaurea aggregata — вид рослин з роду волошка (Centaurea), з родини айстрових (Asteraceae).

## Опис рослини
Це багаторічна рослина, стебла прямовисні, 40–75 см заввишки, гіллясті у верхній частині. Квіткові голови по 3–5 на кінцевих гілках. Нижні та серединні листки ліроподібні; верхні — прості, від ланцетоподібних до зворотно-ланцетоподібних. Кластер філарій (приквіток) 10–13 × 3.5–5 мм; придатки досить маленькі. Квіти пурпурові. Плід — сипсела, 2.8–3 мм; папуси 2.5–3.5 мм.

## Середовище проживання
Поширений у Туреччині, Вірменії, Азербайджані, Іраку, Ірані. Населяє сухі скелясті схили, ліси.